# Цона Провинчале (Сондрио)
Цона Провинчале је насеље у Италији у округу Сондрио, региону Ломбардија.
Према процени из 2011. у насељу је живело 20 становника. Насеље се налази на надморској висини од 263 м.